# مايك بويد
مايك بويد (بالإنجليزية: Mike Boyd)‏ هو مدرب كرة سلة أمريكي، ولد في 6 فبراير 1947.